# Solun (Olovo)
Pour les articles homonymes, voir Solun.
Solun (en cyrillique : Солун) est un village de Bosnie-Herzégovine. Il est situé dans la municipalité d'Olovo, dans le canton de Zenica-Doboj et dans la fédération de Bosnie-et-Herzégovine. Selon les premiers résultats du recensement bosnien de 2013, il compte 377 habitants.

## Histoire
Sur le territoire du village se trouve la nécropole de Mramorje-Moguš qui abrite 6 stećci, un type particulier de tombes médiévales ; cet ensemble est inscrit sur la liste des monuments nationaux de Bosnie-Herzégovine.
La mosquée en bois de Solun, construite en 1546 et remaniée aux XIXe et XXe siècles, est elle aussi classée.

## Démographie

### Évolution historique de la population
| 1948 | 1953 | 1961 | 1971 | 1981 | 1991 | 2013 |
| ---- | ---- | ---- | ---- | ---- | ---- | ---- |
| -    | -    | 295  | 430  | 474  | 562  | 377  |

|  |

### Communauté locale
En 1991, la communauté locale de Solun comptait 2 611 habitants, répartis de la manière suivante :